# Анатычук, Лукьян Иванович
Лукьян Иванович Анатычук (укр. Лук'ян Іванович Анатичук; 15 июля 1937 в с. Колинковцы, на Буковине, Румыния, ныне Черновицкая область Украины — 5 июня 2024) — советский учёный в области термоэлектричества и технологии материалов для преобразователей энергии, академик Национальной академии наук Украины (1992).

## Биография
Родился 15 июля 1937 года на Буковине, в с. Колинковцы, в семье учителей. После окончания в 1960 году Черновицкого государственного университета Л. И. Анатычук занимается научными исследованиями и в 1964 году защищает кандидатскую, а в 1974 году — докторскую диссертации, посвященные теме термоэлектричества.

## Учёный и организатор науки
В 1978 году для развития направления термоэлектричества было создано конструкторско-технологическое бюро «Фонон» (КБ «Фонон»), научным руководителем, а с 1980 года и директором которого стал Л. И. Анатычук. КБ стало ведущей научно-технической организацией по термоэлектричеству в стране.
В 1991 году КБ «Фонон» реорганизован в научно-исследовательский Институт термоэлектричества двойного подчинения — Национальной академии наук и Министерства образования и науки Украины. Бессменный руководитель института — Л. И. Анатычук. Под его научным руководством были расширены фундаментальные работы по термоэлектричеству: развита теория функционально-градиентных материалов, динамическая теория термоэлектрического охлаждения, теория надёжности термоэлектрических приборов и систем, также нашла дальнейшее развитие обобщённая теория термоэлектрического преобразования энергии. На её основе изобретён ряд новых типов термоэлементов.
Идеи учёного легли в основу создания новых коммутаций, технологий и конструкций ряда термоэлектрических модулей для термогенераторов с уровнем температуры источников тепла 250—350 °С. По своим характеристикам модули существенно превысили известные мировые аналоги и стали основой для создания различных термоэлектрических генераторов. Осуществлён прогресс в создании эффективных и высоконадёжных систем охлаждения и кондиционирования. Разработаны тепловые насосы в системах регенерации воды для космонавтов на орбитальных станциях. Под научным руководством Л. И. Анатичука Институт термоэлектричества принял участие в разработке мощных кондиционеров для подводных лодок Франции. Созданы особо надёжные модули охлаждения для европейской космической системы микрогравитации и модули для охлаждения чувствительных сенсоров для систем ориентации европейских спутников Земли. Разработаны эффективные блоки для бытовых холодильников как замена фреоновым компрессорным агрегатам.
В 1993 году Л. И. Анатычук организовал издательство международного научного журнала «Термоэлектричество», стал его главным редактором. Журнал издаётся на трех языках — украинском, русском и английском, распространяется в 43 странах мира и до сих пор является единственным профессиональным изданием по термоэлектричеству.
Лукьян Анатычук  был организатором международных форумов по термоэлектричеству, которые проводятся один раз в два года. По его инициативе в 1994 году была создана Международная термоэлектрическая академия, в состав которой вошли ведущие специалисты из 20 стран мира — США, Англии, Франции, Японии, Италии, России, Украины и других государств. Учёный является неизменным президентом этой академии.
Является автором 6 монографий, в том числе 2 — на английском языке, более 300 научных работ и около 100 авторских свидетельств и патентов.
Л. И. Анатычук — председатель диссертационного совета Института термоэлектричества по защите кандидатских и докторских диссертаций по специальности «Физика приборов, элементов и систем», глава научно-координационного совета Западного научного центра НАН и МОН Украины в Черновицкой области, заведующий кафедры термоэлектричества Черновицкого национального университета им. Ю. Федьковича.
Умер 5 июня 2024 года в возрасте 86 лет.

## Награды
- орден князя Ярослава Мудрого IV (2017) и V степеней (2012),
- орден «Октябрьской революции» и орден «За заслуги» I, II и III степеней,
- серебряная медаль «10 лет независимости Украины»,
- медаль Вернадского (2019).